# André Colin (Politiker)

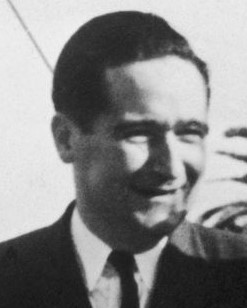
André Colin (1946)

André Gabriel Marie Colin (* 19. Januar 1910 in Brest, Département Finistère; † 29. August 1978 in Carantec, Département Finistère) war ein französischer Politiker der Mouvement républicain populaire (MRP), des Centre démocrate (CD), des Centre des démocrates sociaux (CDS) und zuletzt der Union pour la démocratie française (UDF), der unter anderem von 1945 bis 1958 Mitglied der Nationalversammlung und Minister in mehreren Regierungen der Vierten Französischen Republik war. Er gehörte zwischen 1959 und seinem Tide 1978 dem Senat als Mitglied an und war von 1959 bis 1963 Präsident der MRP. Ferner war er zwischen 1963 und 1978 Mitglied des Europäischen Parlaments.

## Leben

### Rechtsanwalt, Zweiter Weltkrieg und Widerstandskämpfer
André Gabriel Marie Colin, Sohn eines Rechtsanwalts, war Nachfahre von François Soubigou (1819–1902), der Mitglied der Abgeordnetenkammer sowie des Senats war, und des Abgeordneten Louis Soubigou (1863–1914). Er absolvierte ein Studium der Rechtswissenschaften an der Universität Angers sowie an der Universität von Paris, der Sorbonne, an der er 1931 einen Doktor der Rechte erwarb. Er nahm daraufhin eine Tätigkeit als Rechtsanwalt auf und lehrte zudem zwischen 1936 und 1939 als Dozent für Rechtswissenschaften an der Katholischen Universität Lille. Zugleich war er als Nachfolger von Marc Scherer von 1936 bis zu seiner Ablösung durch Pierre-Henri Teitgen 1939 Präsident des Katholischen Vereins der französischen Jugend ACJF (Association catholique de la jeunesse française).
Zu Beginn des Zweiten Weltkrieges wurde Colin für den Kriegsdienst mobilisiert und diente bis zur Unterzeichnung des Waffenstillstands vom 22. Juni 1940 bei der Marine Nationalen in Beirut. Im Anschluss war er dort als Radiojournalist tätig, ehe er nach Frankreich zurückkehrte und sich während der deutschen Besetzung Frankreichs im Zweiten Weltkrieg in der Widerstandsbewegung Résistance engagierte. 1942 wurde er Mitglied des Nationalen Widerstandsrates CNR (Conseil national de la Résistance) und für seine Verdienste Ritter der Ehrenlegion. Daneben erhielt er das Croix de guerre 1939–1945 und am 24. April 1946 die Médaille de la Résistance mit Rosette.

### Abgeordneter, Minister und Senator
Nach der Befreiung Frankreichs La Libération wurde André Colin erster Generalsekretär der im Herbst 1944 von katholischen und christdemokratischen Politikern und Kämpfern der Résistance gegründeten Volksrepublikanischen Bewegung MRP (Mouvement républicain populaire) und bekleidete diese Funktion bis 1955, woraufhin Maurice-René Simonnet seine Nachfolge antrat. Am 21. Oktober 1945 wurde er für die MRP zum Mitglied der Gesetzgebenden Nationalversammlung (Assemblée nationale Constituante) gewählt und vertrat in dieser nach seinen Wiederwahlen am 2. Juni 1946 beziehungsweise nach seinen Wahlen am 10. November 1946, 17. Juni 1951 und 2. Januar 1956 in der Nationalversammlung (Assemblée nationale) bis zum 5. Dezember 1958 die Interessen des Départements Finistère. Sein erstes Regierungsamt übernahm er im Kabinett Bidault I und war in diesem vom 24. Juni bis zum 16. Dezember 1946 als Staatssekretär beim Premierminister (Secrétaire d’Etat à la Présidence du Gouvernement) ein enger Mitarbeiter von Premierminister Georges Bidault.
Im Kabinett Queuille I übernahm Colin am 11. September 1948 das Amt als Minister für die Handelsmarine (Ministre de la Marine Marchande) und bekleidete dieses bis zum 28. Oktober 1949. Für seine Verdienste in diesem Amt wurde er zum Kommandeur des Seeverdienstordens ernannt. Im Kabinett Bidault III fungierte er zwischen dem 7. Februar und dem 2. Juli 1950 erstmals als Staatssekretär im Innenministerium (Secrétaire d’État à l’Intérieur) und bekleidete dieses Amt erneut vom 11. August 1951 bis zum 8. März 1952 abermals im Kabinett Faure I sowie im Kabinett Pleven II. Im Kabinett Mayer fungierte er zwischen dem 10. Januar und dem 28. Juni 1953 noch einmal als Staatssekretär im Innenministerium. Am 14. Mai 1958 wurde er als Minister für die Überseegebiete (Ministre de la France d’Outre-Mer) berufen und bekleidete das Amt bis zum 1. Juni 1958.

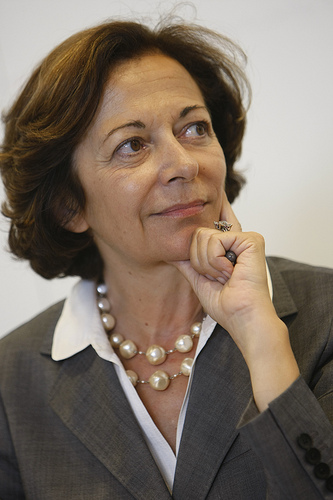
Colins Tochter Anne-Marie Idrac war Mitglied der Nationalversammlung sowie zeitweise Staatssekretärin.

Nach Inkrafttreten der Verfassung der Fünften Französischen Republik am 4. Oktober 1958 wurde Colin am 26. April 1959 zum  Mitglied des wieder geschaffenen Senats (Sénat) gewählt und vertrat in diesem nach seinen Wiederwahlen am 23. Februar 1962 und am 26. September 1971 bis zu seinem Tode am 29. August 1978 das Département Finistère. Während seiner Senatszugehörigkeit war er zunächst von 1959 bis 1965 Mitglied der Fraktion der Volksrepublikaner RP (Républicains populaires), zwischen 1965 und 1968 der Volksrepublikaner und des Demokratischen Zentrums RPCD (Républicains Populaires et du Centre Démocratique) und zuletzt von 1968 bis 1978 der Zentristischen Union progressiver Demokraten UCDP (Union centriste des démocrates de progrès). Am 12. Mai 1959 übernahm er von Pierre Pflimlin die Funktion als Präsident der MRP und behielt dieses bis zu seiner Ablösung durch Jean Lecanuet am 26. Mai 1963.
Zugleich war er zwischen 1963 und seinem Tode 1968 Mitglied des Europäischen Parlamentes und wurde 1964 als Nachfolger von Jean Crouan Präsident des Generalrates des Départements Finistère und bekleidete dieses Amt ebenfalls bis 1978, woraufhin Louis Orvoën seine Nachfolge antrat. Zuletzt wurde er am 26. April 1976 als Nachfolger von René Pleven Präsident des Regionalrates der Region Bretagne und verblieb in diesem Amt bis zu seinem Tode, woraufhin Raymond Marcellin am 19. September 1978 neuer Präsident wurde. Als Senator war er Vorsitzender der Havarie des Öltankers „Amoco Cadiz“ vor der bretonischen Küste am 16. März 1978, was zum sechstgrößten Ölunfall der Geschichte führte, und zusammen mit Senator Jean-Marie Girault Verfasser des abschließenden Untersuchungsberichts La Catastrophe de l’„Amoco Cadiz“. Commission d’enquête chargée d’examiner les décisions prises et les moyens mis en œuvre par les autorités compétentes françaises, étrangères ou internationales lors de l’échouement récent d'un pétrolier sur les côtes bretonnes.
Andre Colin war Vater von vier Kindern, darunter Anne-Marie Idrac (* 1951), die Mitglied der Nationalversammlung sowie zeitweise Staatssekretärin war.